# When Dream and Day Unite
When Dream and Day Unite — дебютний студійний альбом гурту Dream Theater, виданий в 1989 році.

## Список композицій
Автор музики Dream Theater, якщо не вказано інше. 
| #     | Назва | Автор слів         | Тривалість |
| ----- | --- | ------------------ | ---------- |
| 1.    | «A Fortune in Lies»                                                                                              | Петруччі           | 5:12       |
| 2.    | «Status Seeker»                                                                                                  | Домінічі, Петруччі | 4:17       |
| 3.    | «The Ytse Jam» (Музика: Петруччі, Маянґ, Мур, Портной)                                                           | Інструментальна    | 5:46       |
| 4.    | «The Killing Hand» - «I The Observance» - «II Ancient Renewal» - «III The Stray Seed» - «IV Thorns» - «V Exodus» | Петруччі           | 8:41       |
| 5.    | «Light Fuse and Get Away»                                                                                        | Мур                | 7:23       |
| 6.    | «Afterlife» | Домінічі           | 5:26       |
| 7.    | «The Ones Who Help to Set the Sun»                                                                               | Петруччі           | 8:05       |
| 8.    | «Only a Matter of Time»                                                                                          | Мур                | 6:35       |
| 51:25 | |                    |            |

## Учасники запису
- Чарлі Домінічі — вокал
- Джон Петруччі — гітара
- Кевін Мур — клавішні
- Джон Маянґ — бас-гітара
- Майк Портной — ударні